# Marsdenia amylacea
Marsdenia amylacea är en oleanderväxtart som först beskrevs av Barb.-rodr., och fick sitt nu gällande namn av Gustaf Oskar Andersson Malme. Marsdenia amylacea ingår i släktet Marsdenia och familjen oleanderväxter. Inga underarter finns listade i Catalogue of Life.